# Правец 8Д
Правец 8Д је кућни рачунар, производ фирме Правец који је почео да се израђује у Бугарској током 1985. године.
Користио је CM630 (бугарска копија процесора 6502) као централни микропроцесор а RAM меморија рачунара 8D је имала капацитет од 48 KB.

## Детаљни подаци
Детаљнији подаци о рачунару 8D су дати у табели испод.
|                       |                                                               |
| [ 1 ]                 |                                                               |
| Произвођач            |                                                               |
| Тип                   | кућни рачунар                                                 |
| Меморија              | 48 KB                                                         |
| Поријекло             | Бугарска                                                      |
| Година                | 1985                                                          |
| Тастатура             | пуни помак тастера, 57 тастера, Qwerty + ћирилица             |
| Процесор              | – бугарска копија процесора 6502                              |
| Фреквенција процесора | 1                                                             |
| RAM                   | 48 KB                                                         |
| ROM                   | 16 KB                                                         |
| Текст                 | 40 стубова x 28 линија                                        |
| Графика               | 240 x 200 (+ 3 текст линије)                                  |
| Боја                  | 8                                                             |
| Звук                  | програмибилни генератор звука AY-3-8912 (General Instruments) |
| Димензије             | 35 (ширина) x 25 (дубина)                                     |
| Портови               |                                                               |
| Оперативни систем     |                                                               |